# Euxoa conifera
Euxoa conifera är en fjärilsart som beskrevs av Hugo Theodor Christoph 1877. Euxoa conifera ingår i släktet Euxoa och familjen nattflyn. Inga underarter finns listade i Catalogue of Life.